# Liste der Kulturdenkmäler in Guntersblum
In der Liste der Kulturdenkmäler in Guntersblum sind alle Kulturdenkmäler der rheinland-pfälzischen Ortsgemeinde Guntersblum aufgeführt. Grundlage ist die Denkmalliste des Landes Rheinland-Pfalz (Stand: 3. April 2024).

## Denkmalzonen
| Bezeichnung                    | Lage | Baujahr                 | Beschreibung | Bild                           |
| ------------------------------ | --- | ----------------------- | --- | ------------------------------ |
| Denkmalzone Jüdischer Friedhof | Eimsheimer Straße Lage                                                                                            | vor 1829                | vor 1829 angelegtes Areal, 73 klassizistische und gründerzeitliche Grabsteine von 1849 bis in das frühe 20. Jahrhundert | weitere Bilder Fotos hochladen |
| Denkmalzone Kellerweg          | Kellerweg 31–57 (gerade Nummern) und 34–58 (gerade Nummern), Am Julianenbrunnen 8, Julianenstraße 1, 2, 4, 6 Lage | 18. bis 20. Jahrhundert | Abschnitt des rund einen Kilometer langen Kellerwegs, in dem der gewachsene Charakter mit Kellern und vielfältigen Kelterhaustypen des 18. bis 20. Jahrhunderts am anschaulichsten erfahrbar ist; beachtenswert die geschlossenen Reihen von Kelterhäusern in Giebelstellung (Nr. 43–49); im südlichen Teil stark eingetiefte, von Stützmauern eingefasste und durch Treppen erschlossene Platzanlage um den seit 1472 bezeugten Julianenbrunnen mit hundertjähriger Platane; in Rheinland-Pfalz einzigartiges Ensemble und hochrangiges Zeugnis der rheinhessischen Weinbaugeschichte | weitere Bilder Fotos hochladen |

## Einzeldenkmäler
| Bezeichnung                    | Lage                                                                | Baujahr                              | Beschreibung | Bild                           |
| ------------------------------ | ------------------------------------------------------------------- | ------------------------------------ | --- | ------------------------------ |
| Hofanlage                      | Alsheimer Straße 5 Lage                                             | 1705                                 | Dreiseithof; barockes Fachwerkhaus, teilweise massiv, bezeichnet 1705, Ökonomie um 1860/70, Torpfosten, Gusseisen, zweite Hälfte des 19. Jahrhunderts | Fotos hochladen                |
| Türgewände                     | Alsheimer Straße, an Nr. 10 Lage                                    |                                      | barockes Haustürgewände mit Wappenschild mit Handwerkerzeichen | BW                             |
| Weingut „Burghof Oswald“       | Alsheimer Straße 11 Lage                                            | 1836                                 | Dreiseithof; stattlicher klassizistischer Putzbau, ehemals bezeichnet 1836, hofseitiger Treppenhausanbau um 1927; rückwärtig viergeschossiger Wasserturm mit vorgelagertem Kelterhaus mit Wohngeschoss, 1899–1901; Doppelscheune; bauliche Gesamtanlage | Fotos hochladen                |
| Homburger Hof                  | Alsheimer Straße 19 Lage                                            | erste Hälfte des 18. Jahrhunderts    | Dreiflügelanlage; Mansarddachbau, erste Hälfte des 18. Jahrhunderts, im Kern eventuell mittelalterlich, Fragment eines romanischen Zwillingsfensters, einige Renaissance-Fenstergewände und -Pfeiler der Hoftoranlage, um 1600, Oberlichtportal bezeichnet 1671; Kalkbruchsteinbauten der Malzfabrik, Kesselhaus bezeichnet 1871 | weitere Bilder Fotos hochladen |
| Hofanlage                      | Alsheimer Straße 21 Lage                                            | vor 1891                             | Hofanlage mit Essigfabrik, vor 1891; stattlicher Kalkbruchsteinbau mit Kniestock, Doppelscheune aus Bruchsteinen, Stallgebäude, Remise, Hausgarten | Fotos hochladen                |
| Villa                          | Alsheimer Straße 22 Lage                                            | 1891/92                              | repräsentative Direktorenvilla, spätgründerzeitliche Klinkerbau, 1891/92 | Fotos hochladen                |
| Katholische Kirche St. Victor  | Alsheimer Straße 25 Lage                                            | 1844/45                              | romanisierender Bruchsteinsaal, 1844/45 unter Einfluss Georg Mollers | weitere Bilder Fotos hochladen |
| Kindergarten                   | Alsheimer Straße 27 Lage                                            | 1900                                 | ehemalige evangelische Kleinkinderschule; eingeschossiger historisierender Putzbau mit zweigeschossigem Mittelteil mit Fachwerkgiebel, 1900, Architekt Adam Becker, Oppenheim | Fotos hochladen                |
| Leininger Schloss              | Alsheimer Straße 29 Lage                                            | nach 1704                            | auch Altes Schloss; spätbarocker Mansardwalmdachbau, nach 1704 begonnen, 1787 ausgebaut | weitere Bilder Fotos hochladen |
| Wohn- und Kelterhaus           | Am Julianenbrunnen 8 Lage                                           | 1814                                 | nachbarocker Krüppelwalmdachbau, teilweise Fachwerk, bezeichnet 1814 und 1817 | BW                             |
| Julianenbrunnen                | Am Julianenbrunnen, gegenüber Nr. 8 Lage                            | 1608                                 | Stützmauer mit Brunnenkammer, als Wasserspeier drei Löwenköpfe, bezeichnet 1608 und 1838 (Renovierung) | Fotos hochladen                |
| Hofanlage                      | Bleichstraße 7 Lage                                                 | 18. und 19. Jahrhundert              | Hofanlage; dreigeschossiger spätmittelalterlicher Wohnturm, Krüppelwalmdach und Fachwerkgiebel aus dem 18. Jahrhundert; eingeschossiges Wohnstallhaus, spätes 18. oder frühes 19. Jahrhundert; ehemalige Querscheune wohl aus dem 18. Jahrhundert, Schweineställe aus der Mitte des 19. Jahrhunderts, zweiteilige Hoftoranlage, bezeichnet 1830 | BW                             |
| Synagoge                       | Bleichstraße 12 Lage                                                | 1769/70                              | ehemalige Synagoge; Kalkbruchsteinbau, bezeichnet 1769/70, Erneuerung des Innenausbaus 1860–62; zweiflügelige Frauenempore; Mikwe | weitere Bilder Fotos hochladen |
| Spolien                        | Bleichstraße, an Nr. 14 Lage                                        | 1752                                 | Türsturz, bezeichnet 1752; barockes Petrusrelief, bezeichnet 1754 | BW                             |
| Zehntscheune                   | Bleichstraße, zu Nr. 14 Lage                                        | 1712                                 | ehemalige Zehntscheune; großvolumiger Krüppelwalmdachbau, datiert 1712, Kellerabgang bezeichnet 1744 | BW                             |
| Kelterhaus                     | Eimsheimer Straße 24 Lage                                           | 1904                                 | Bossenquaderbau in Heimatstilformen, 1904, Architekt Peter Mahr, Oppenheim | BW                             |
| Erbsenbrunnen                  | Eimsheimer Straße, hinter Nr. 38 Lage                               | frühes 17. Jahrhundert               | tonnengewölbte Kalkbruchsteinanlage in Stützmauer, wohl aus dem frühen 17. Jahrhundert | BW                             |
| Friedhof                       | Hauptstraße Lage                                                    | 1831                                 | Friedhof 1831 angelegt; - Anlage des Kriegergedächtnisses für drei Kriege, 1958; Ehrenmal für die Gefallenen des Zweiten Weltkrieges, 1950er Jahren, gestaffelte Gruppe aus drei Kreuzen, sieben Stelen mit den Namen der Gefallenen; versetztes Kriegerdenkmal 1870/71, Obelisk, bezeichnet 1919; Kriegerdenkmal 1914/18, ruhender Löwe, vor 1926 - Grabmal Familie J. Weiß: gebrochene Säule, um 1890/1900 - Grabmal Familie D. Werner: Neurenaissance-Ädikula, um 1880/90 - Grabmal Johann Diehl: Trauernde, um 1880 - Grabmal Johann Schäfer II († 1902): gotisierend mit Kreuzbekrönung - Grabmal Friedrich Frey III († 1905): klassizierende Ädikula - Grabmal Philipp Rudolf Frey († 1913): Neurenaissance-Schauwand mit Pilasterädikula - Grabmal Familie Georg Rösch I: säulchengegliedert mit antikischer Bekrönung, um 1880 - Grabmal Familie Peter Diehl († 1931): Schauwand mit Bronzerelief, 1913 - Grabmal Karl-Friedrich Hedderich († 1913): monumentalisierende Schauwand - Grabmal Valentin Loos V. († 1920): Granitstele und Bronzefigur einer Trauernden | Fotos hochladen                |
| Kuhstall                       | Hauptstraße, zu Nr. 8 Lage                                          | um 1860                              | ehemaliger Kuhstall; weiträumige dreischiffige Anlage, angeblich von 1892, wohl eher um 1860 | BW                             |
| Torbogen                       | Hauptstraße, an Nr. 15 Lage                                         | spätes 17. Jahrhundert               | Hoftorbogen, wohl noch aus dem 17. Jahrhundert | Fotos hochladen                |
| Hofanlage                      | Hauptstraße 21 Lage                                                 | letztes Viertel des 19. Jahrhunderts | Vierseithof, letztes Viertel des 19. Jahrhunderts; spätklassizistisches Wohnhaus, bezeichnet 1885, Querscheune bezeichnet 1879, ein weiteres kleines Wohnhaus und Nebengebäude | Fotos hochladen                |
| Hochwasserstein                | Hauptstraße, vor Nr. 24 Lage                                        | 19. Jahrhundert                      | Hochwasserstein, 19. Jahrhundert | Fotos hochladen                |
| Wohnhaus                       | Hauptstraße 41 Lage                                                 | 1750                                 | spätbarocker Krüppelwalmdachbau, 1750, Fachwerkobergeschoss (teilweise verschindelt), um 1900/10 | Fotos hochladen                |
| Deutschherrenhof               | Hauptstraße 42 Lage                                                 | 1718                                 | Vierflügelanlage; spätbarocker Mansardwalmdachbau, bezeichnet 1718 und 1789, Querscheune 1890, Garten; platzbildprägend | weitere Bilder Fotos hochladen |
| Türblatt                       | Hauptstraße, an Nr. 44 Lage                                         | 1795                                 | klassizistisches Türblatt, ehemals bezeichnet 1795 | BW                             |
| Neues Schloss                  | Hauptstraße 45/47, Geisenmarkt 2 Lage                               | 1787                                 | dreizehnachsiger Mansardwalmdachbau, in Mischformen aus Spätbarock und Frühklassizismus, Torflügel bezeichnet 1787 | Fotos hochladen                |
| Herrnmauer                     | Herrngartenstraße, bei Nr. 4 Lage                                   | 1787                                 | Mauer des von 1787 bis 1791 angelegten Herrngartens, Kalkbruchstein; Gartenhaus mit Schweifhelm, 1898 | BW                             |
| Portal                         | Julianenstraße, an Nr. 1 Lage                                       | nach 1900                            | korbbogiges Kellerportal mit frühklassizistischem Blatt, wohl bald nach 1900 | BW                             |
| Wohn- und Kelterhaus           | Julianenstraße 2 Lage                                               | frühes 18. Jahrhundert               | Krüppelwalmdachbau, wohl aus dem frühen 18. Jahrhundert, unterkellerter Anbau mit spätgründerzeitlichen Türblatt bezeichnet 1898, Kellerabgang bezeichnet 1709 | BW                             |
| Alte Schule                    | Julianenstraße 33 Lage                                              | um 1830                              | klassizistischer Typenbau, um 1830; städtebaulich prägend zusammen mit der Neuen Schule (Marktplatz 1) | BW                             |
| Hof der Neidhard von Gneisenau | Julianenstraße 44 Lage                                              | 1723                                 | Dreiseithof; eingeschossiger spätbarocker Mansardwalmdachbau, bezeichnet 1723, großvolumige Bruchsteinscheune aus dem 19. Jahrhundert, um 1900 erhöht | BW                             |
| Keller                         | Kellerweg 5 Lage                                                    | spätes 18. Jahrhundert               | tonnengewölbter Erdkeller mit Stichbogenportal, wohl aus dem späten 18. Jahrhundert | BW                             |
| Keller                         | Kellerweg, unter Nr. 9 Lage                                         | 1785                                 | tonnengewölbter Erdkeller, bezeichnet 1785 | BW                             |
| Gartenanlage                   | Kellerweg, zu Nr. 10 Lage                                           | um 1860/70                           | spätklassizistisches turmartiges Gartenhaus mit Zeltdach und Kelleranlage, um 1860/70, Ziergarten, Vorplatz mit Terrazzoboden, bezeichnet 1901, Nutzgarten teilweise von alten Bruchsteinmauern eingefasst | BW                             |
| Kelterhaus                     | Kellerweg 12 Lage                                                   | um 1880/90                           | Kalkbruchsteinbau mit Rundbogenöffnungen, um 1880/90, rückwärtig ausspringend „Kellerstübchen“, Weinkeller bezeichnet 1815 | BW                             |
| Weinprobierstube               | Kellerweg, in Nr. 20 Lage                                           |                                      | reich ornamentierte Gartenfassade, bezeichnet 1887, originale Innenausstattung, drei tonnengewölbte Weinkeller auf verschiedenen Ebenen | Fotos hochladen                |
| Kelterhaus                     | Kellerweg 22/24 Lage                                                | 1896                                 | Doppelkelterhaus; Kalksteinquaderbau, rückwärtigzweigeschossiges „Kellerstübchen“, 1896, Architekt Fr. Loos, Frankfurt am Main | BW                             |
| Keller                         | Kellerweg, bei Nr. 27 Lage                                          | 1600                                 | tonnengewölbter Erdkeller, bezeichnet 1600 | Fotos hochladen                |
| Villa                          | Kellerweg 53 Lage                                                   | 1900/01                              | Villa mit Landhauscharakter; zweieinhalbgeschossiger historisierender Krüppelwalmdachbau, 1900/01, Architekt Jakob Staab, Worms | Fotos hochladen                |
| Scheune                        | Kirchstraße, zu Nr. 1 Lage                                          | 1883                                 | Scheune des Dalberger Hofs, großvolumiger Kalkbruchsteinbau mit Krüppelwalmdach, bezeichnet 1883 | BW                             |
| Evangelisches Pfarrhaus        | Kirchstraße 2 Lage                                                  | 1859/60                              | spätklassizistischer Kalkbruchsteinbau (verputzt), 1859/60 | Fotos hochladen                |
| Neue Schule                    | Marktplatz 1 Lage                                                   | 1891                                 | spätgründerzeitlicher Klinkerbau, 1891, Architekt Engel, Oppenheim | BW                             |
| Evangelische Pfarrkirche       | Marktplatz 6 Lage                                                   | um 1100                              | ehemals St. Victor; im Kern romanische Doppelturmfassade, um 1100, nachgotisches Ostportal bezeichnet 1619, barocker Saalbau 1685–88; 1837–43 Umbau, Renovierung, Erneuerung, Ausstattung durch Kreisbaumeister Ignaz Opfermann | weitere Bilder Fotos hochladen |
| Villa                          | Mittelstraße 14 Lage                                                | 1892                                 | Walmdachvilla nach italienischen Vorbildern, 1892, Architekt Peter Gustav Rühl, Mainz | BW                             |
| Polyscher Hof                  | Ölmühlstraße 9/11 Lage                                              | ab der Mitte des 18. Jahrhunderts    | mehrflügelige Anlage; spätbarocke Baugruppe mit Herrenhaus (1842 erneuert), Stalltrakt, Doppelscheune, 19. Jahrhundert, und Mühlengebäude mit Fachwerk und Krüppelwalmdach, Mitte des 18. Jahrhunderts (1927 Umbau zum Kino); bauliche Gesamtanlage | Fotos hochladen                |
| Vögelsbrunnen                  | nördlich des Ortes in einem Tal; Flur Vögelsgärten Lage             | 1865                                 | mehrteilige tonnengewölbte Kalkbruchsteinanlage, bezeichnet 1865 | BW                             |
| Weinbergshaus                  | nördlich des Ortes; Flur Am Vogelsrech Lage                         | Mitte des 19. Jahrhunderts           | erdgedeckter kubischer Kalkbruchsteinbau mit Rundbogenöffnungen, wohl aus der Mitte des 19. Jahrhunderts | BW                             |
| Wasserbehälter                 | nordwestlich des Ortes an der L 437; Flur Auf der Steig Lage        | um 1905                              | Rotunde mit einfach gebrochenem Blechdach, Jugendstildekor, um 1905, Architekt Wilhelm Lenz, Großherzogliche Kulturinspektion Mainz | weitere Bilder Fotos hochladen |
| Pumpwerk                       | östlich des Ortes (Gimbsheimer Straße 60) Lage                      |                                      | Pumpwerk mit Maschinenhalle; malerische Baugruppe in barockisierenden Jugendstilformen, bezeichnet 1906–07, von Wilhelm Lenz, Großherzogliche Kulturinspektion Mainz | weitere Bilder Fotos hochladen |
| Weinbergshaus                  | westlich des Ortes oberhalb des Kellerwegs; Flur In der Scheun Lage | zweite Hälfte des 19. Jahrhunderts   | erdgedeckter Backsteinbau, Weinbergsmauer aus Kalkbruchsteinen, wohl aus der zweiten Hälfte des 19. Jahrhunderts | BW                             |